# Angel Bininga
Aimé Angel Wilfrid Bininga – kongijski polityk. Od 2017 roku jest ministrem sprawiedliwości, ds. praw człowieka oraz rdzennej ludności.

## Życiorys
Angel Bininga posiada doktorat w dziedzinie prawa uzyskany w 2016 na Uniwersytecie Cheik Anta Diop w Dakarze w Senegalu na podstawie pracy Les mutations constitutionnelles en Afrique noire francophone: cas du Bénin, du Sénégal et du Congo-Brazzaville. Pracował w Generalnej Dyrekcji Skarbu Państwa (fr. Direction Générale du Trésor Public) oraz w Generalnej Dyrekcji Zdrowia (fr. Direction Générale de la Santé). Wielokrotnie pełnił funkcję doradcy ministerialnego.
Od 2016 roku jest wykładowcą na Université Marien Ngouabi w Brazzaville.

## Kariera polityczna
W wyborach parlamentarnych w 2012 roku był kandydatem Kongijskiej Partii Pracy w okręgu wyborczym Ewo (w departamencie Cuvette-Ouest), gdzie został posłem w pierwszej turze zdobywając 51,72% głosów, na stanowisku został zaprzysiężony 5 września tego samego roku. 30 kwietnia 2016 roku został wcielony w skład rządu na stanowisku ministra służby cywilnej i reformy państwa (fr. ministre de la fonction publique et de la réforme de l'État).
W wyborach parlamentarnych w 2017 roku został wybrany w pierwszej turze w okręgu Ewo, na stanowisku został zaprzysiężony 19 sierpnia tego samego roku. 22 sierpnia 2017 roku wszedł w skład rządu na stanowisku ministra sprawiedliwości, ds. praw człowieka oraz rdzennej ludności.
Po utworzeniu nowego rządu, przez premiera Anatole Collinet Makosso, 15 maja 2021 roku został ponownie powołany na stanowisko ministra sprawiedliwości.

## Odznaczenia i wyróżnienia
- Kongijski Order Zasługi (fr. Ordre du Mérite congolais) II klasy – Officier[3]